# 李亚力 (1960年)
李亚力（1960年—），男，山西朔州人，中华人民共和国政治人物，曾任晋城市公安局党委书记、局长，太原市公安局党委书记、公安局局长等职。2012年12月初，因在处理其子李正源违章醉驾并妨碍交警执行公务的过程中，违反规定，滥用职权被停职调查。2013年1月被处留党察看一年。2014年12月因涉受贿犯罪被检方逮捕。